# Паразитарна Єва
«Паразитарна Єва» (яп. パラサイト・イヴ) — науково-фантастичний роман жахів японського письменника Сена Хідеакі, опублікована Кудокавою 1995 року. 2005 року Vertical, Inc. надрукував роман для території Північної Америки.
«Паразитарна Єва» адаптований для фільму та манґа-серіалу. Пізніше він був розширений до трьох відеоігор; дві з яких було продовженням роману, а третя — спін-офом. Відеоігри також адаптовані до серії манґи.

## Сюжет
Мітохондрія — це «енергетичний будинок» біологічних клітин. Існує думка, що вони спочатку були окремими організмами, а симбіотичний зв’язок між ними та раннім клітинним життям перетворився на їх теперішнє становище як клітинні органели без незалежного існування (див. ендосимбіотичну теорію).
Сюжет роману розповідає, що мітохондрії, які успадковуються за жіночою лінією походження, утворюють розсіяне тіло розумної свідомої форми життя, яку називають Євою. Вона протягом історії та еволюції чекала належних умов, коли життя мітохондрій може досягти свого справжнього потенціалу та перейняти еукаріотичні форми життя (тобто людське та йому подібне життя), завдяки чому народиться дитина, яка зможе контролювати власний генетичний код.
Єва здатна контролювати розум і тіло людей, подаючи сигнал мітохондріям в їх тілах. Вона може викликати у них певні думки, а також спонукати їх до самозаймання.
Настали умови, яких чекала Єва; вона знайшла ідеального господаря в тілі Нагісіми Кійомі. На початку книги Єва — це мітохондрії в тілі Кійомі. Вона змушує Кійомі розбити її машину; Кійомі виживає, але її мозок помирає. Чоловік Кійомі — Тошиакі, науковий співробітник, який викладає та досліджує біологічні науки. Єва впливає на Тошиакі, щоб лікар пересадив одну з нирок Кійомі дівчині-підлітку Анзай Маріко як донорство органів. Як частина тіла Кійомі, нирка також є частиною Єви; це приготування Маріко щоб стати належним господарем для народження мітохондріального життя, оскільки в іншому випадку її імунна система збунтується.
Єва підштовхують Тошиакі, щоб виростити деякі клітини печінки Кійомі в його лабораторії в достатній кількості. Ці клітини мають забезпечити Єві незалежне тіло, і він вважає, що робить це як експеримент із використанням різних культур клітин печінки. Утворюючи деякі клітини в тілі, Єва заволодіває помічником Тошіакі Асакурою Сачіко і періодично бере під свій контроль Асакуру, щоб працювати над культурами. Зрештою, вона бере під свій контроль Асакуру під час презентаційного виступу конференції та повідомляє про свою присутність. Покинувши його тіло, Єва повертається до лабораторії. Тошіакі переслідує її, тому вона ґвалтує його за допомогою тіла Кійомі, щоб заволодіти частиною сперми Тошіакі, яку вона використовує для запліднення яйцеклітини власного виробництва. Переїжджаючи до лікарні, вона імплантує це яйце у лоно Маріко. Яйцеклітина розвивається в дитину, яка народжується майже відразу.
Єва сподівається, що її дитина зможе свідомо змінити свій генетичний код, будучи таким чином нескінченно пристосованою «ідеальною формою життя», здатною замінити людство та подібні форми життя. А тіло Маріко стане господарем нової раси цих форм життя.
Експеримент не вдався, оскільки сперма Тошіакі несе окрему лінію «чоловічих» мітохондрій (успадкованих через сперму), які будуть знищені в новому порядку; вони протистоять змінам, борючись за контроль над організмом дитини, змушуючи його переключатися між чоловічими та жіночими формами. Дитина гине; Тошіакі також помирає, об'єднавши своє тіло з дитиною, щоб контролювати сплески психокінетичної сили, яку вона видає в смертних муках, оскільки загрожують смертю багатьом людям.
В післямові роману виявляється, що деякі зразки клітин Єви в лабораторії Тошіакі вижили. Однак вони знищуються незабаром після виявлення.

## Натхнення та написання
Сена мав досвід у фармакології, і його повсякденна робота полягала в тестуванні мітохондрій різними препаратами на їх здатність перетворювати жирні кислоти в енергію. Переглянутий ним телевізійний документальний фільм змусив задуматися про ідею, що мітохондрії мають власну волю і не хочуть відставати від кінця своїх симбіотичних стосунків.

### Вихід книги та відгуки
Оригінальна книга «Паразитна Єва» Сена Хідеакі стала першим лауреатом Японської премії романів жахів. Згодом роман переклав англійською мовою Тайран Грілло для Vertical Inc., який надрукували у грудні 2005 року.
«Бібліотечний журнал» зазначив, що «робота Сени у галузі фармакології та мікробіології надає цьому японському імпорту відчуття відкриттів і страху, що резонує, коли нова наука не до кінця зрозуміла», і рекомендував книгу шанувальникам наукової фантастики та жахів, які насолоджувались «Дзвінком» Судзукі Кодзі й такими фільмами, як «Білий шум».

## Адаптації

### Популярна культура та товари
«Паразитарна Єва» набула популярності в Японії й разом з іншими фантастичними творами, такими як «Дзвінком», була частиною явища під назвою «Джей-хорор». Книга спонукала до появи трьох адаптацій для відеоігор, коміксу з манги на основі книги та ще однієї адаптації до манги на основі всесвіту відеоігор під назвою «Паразитарна Єва ДІВА». Фільм «Паразитна Єва» став настільки популярний в Японії, що в науковому дослідженні громадян запитали, якого кольору мітохондрії, на що останні відповіли, що вони пофарбовані в зелений колір, подібний до того, який був представлений у фільмі.

### Фільм
У 1997 році в Японії вийшла екранізація роману «Паразитарна Єва». Режисером фільму став Очіай Масаюкі, а сценаристом — Кімідзука Рьоїчі. Фільм продюсувався Фуджи ТВ й розповсюджувався у США компаніє АДВ Філмс, а в Європі — компанією Фуджи. Прем'єра фільму ADV відбулася 18 червня 2000 року на обмеженому кінопоказу. 14 серпня 2001 року фільм вийшов на DVD. «Паразитарна Єва» не містить англійського дубляжуї та має субтитри у грубому перекладі. Адаптація йде за сюжетною лінією книги, але має дещо інший кінець. «Вараяті» прогнозував касові збори від показу фільму у приблизно 150 японських театрах за перші п'ять тижнів на рівні 100 мільйонів єн (826 446 доларів).

### Друковані адапиації
На основі «Паразитарної Єви» випустили дві серії манги. Перша серія — манга під однойменною назвою роману. Сюжет слідує за тими ж подіями оригінального роману, написана Шикаку, проілюстрована Норіко Фудзікі та опублікована в Asuka Comics DX. Він вийшов в березні 1998 року.
Друга серія загалом складається з двох томів і називається «Паразитна Єва Діва — Нью-Йорк Ши но ютахіме» («パラサイト・イヴDIVA―N.Y.死の歌姫, літературний переклад: Паразитарна Єва Діва: Нью-Йоркська дива смерті»). Манга слугує адаптацією для відеоігри з деякими зміненими подіями. Написаний Фуджі Такаші Тошико, також опублікований в Asuka Comics DX. Загалом надрукували два томи: перший том вийшов 25 вересня 1998 року, а другий — у липні 1999 року.

### Відеогра
Паразитарна Єва — перша гра серії, яку випустила SquareSoft у 1998 році для Sony PlayStation. Сена схвалив гру, заявивши, що «він насправді був вражений тим, наскільки добре розробники ігор переклали роман». Гру розробляли як в Америці, так і в Японії. Вона слугує продовженням роману. «Паразитарна Єва II» — продовження оригінальної гри, що вийшла для PlayStation, для Японії в 1999 році, а для решти світу — в 2000 році. «Третій День народження» — це третя гра з серії «Паразитарна Єва», яка вийшла в 2010 році для PlayStation Portable. Гра спочатку анонсовувалася для мобільних телефонів DoCoMo, але згодом на прес-конференціях Tokyo Game Show 2008 презентована як ексклюзивна для PSP. Сюжет гри був скоріше спін-офом попередніх ігор. Вона служить духовним продовжувачем серії «Паразитарна Єва» та містить мало контенту про ендосимбіотичну теорію.